# Aistopetalum
Aistopetalum, maleni rod visokog drveća iz porodice kunonijevki, dio reda ceceljolike. Postoje dvije priznate vrste, obje s otoka Nova Gvineja.
I rod i obje vrste opisane su 1914.

## Vrste
1. Aistopetalum multiflorum Schltr.
2. Aistopetalum viticoides Schltr.; tipična